# Echinocereus palmeri
Echinocereus palmeri är en kaktusväxtart som beskrevs av Nathaniel Lord Britton och Joseph Nelson Rose. Echinocereus palmeri ingår i släktet Echinocereus och familjen kaktusväxter.

## Underarter
Arten delas in i följande underarter:
- E. p. mazapil
- E. p. palmeri

## Bildgalleri

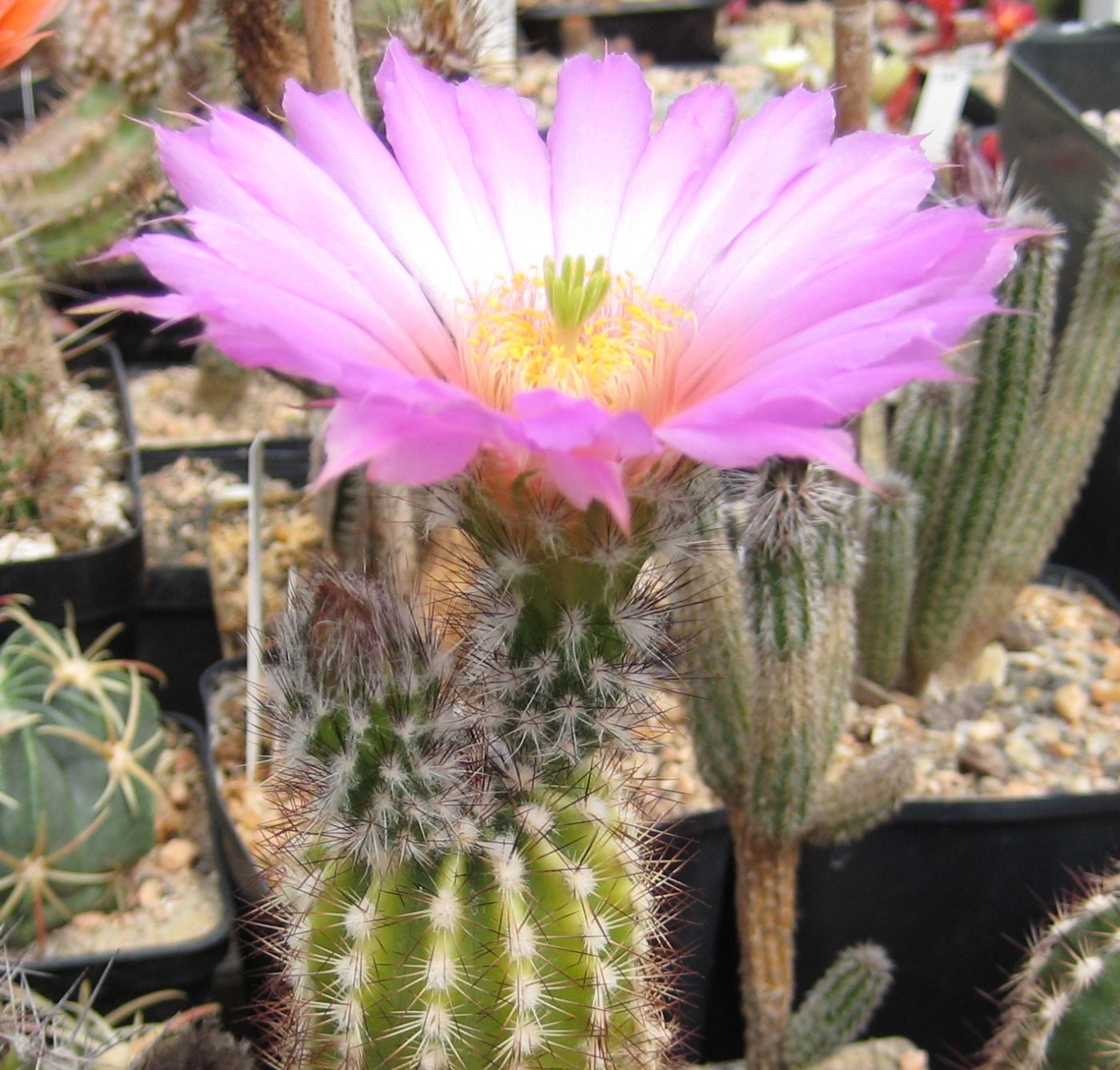
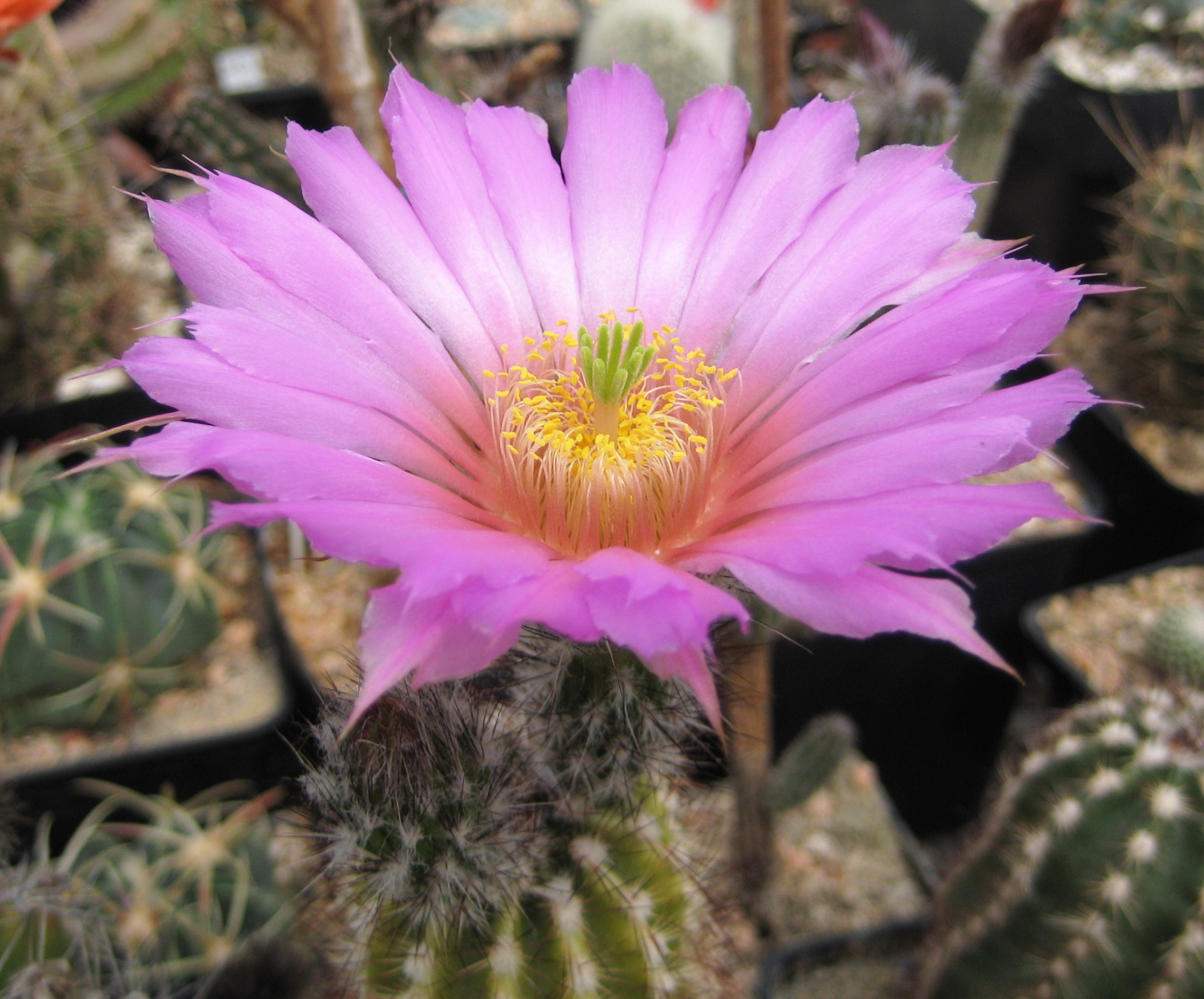
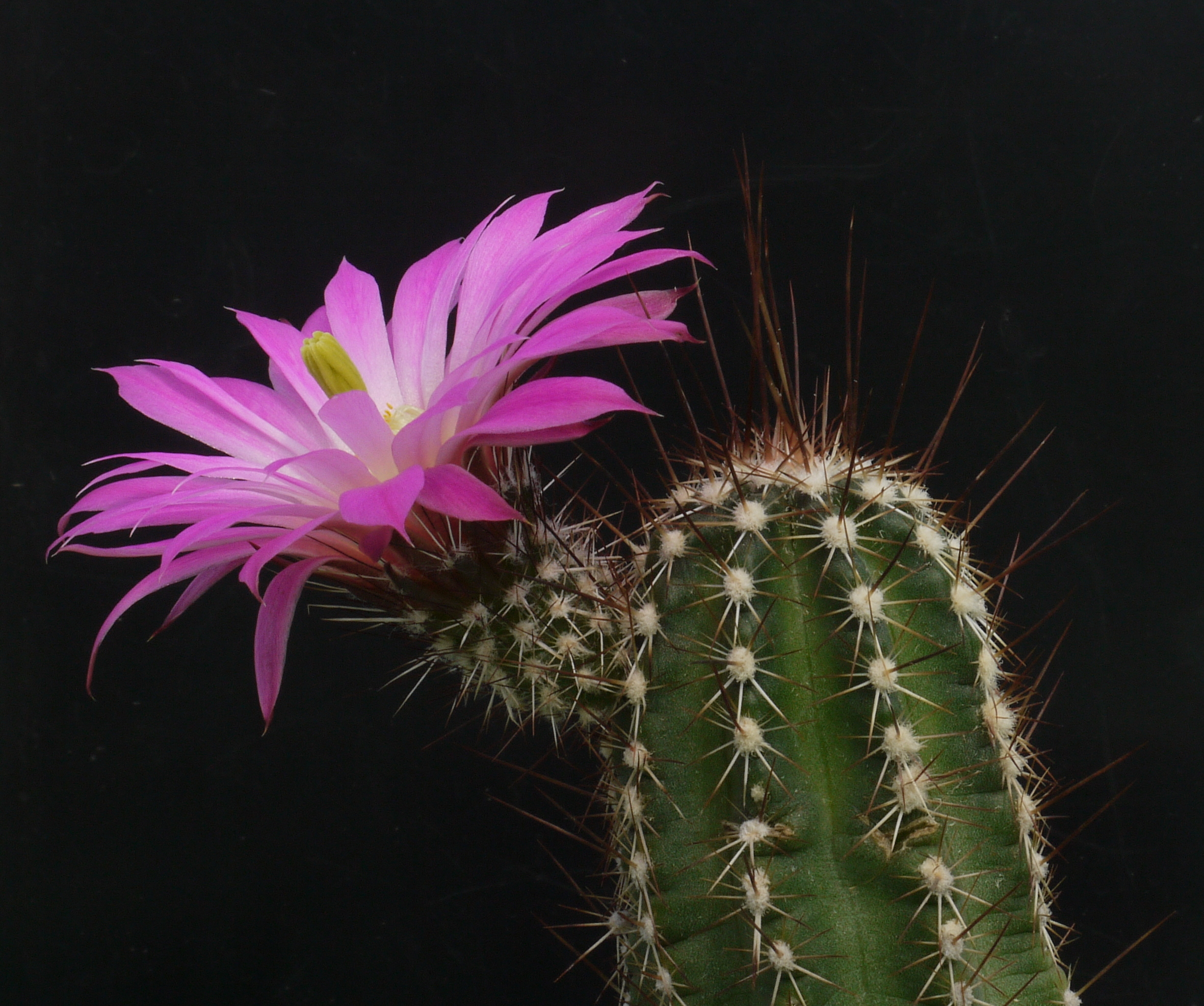